# Volodymyr Vasylenko
Volodymyr Andrijovitsj Vasylenko (Oekraïens: Володимир Андрійович Василенко)  (Kiev, 16 januari 1937 – 9 oktober 2023) was een Oekraïens hoogleraar, diplomaat en rechter. Hij was hoogleraar publiek internationaal recht en ambassadeur voor de Benelux en het Verenigd Koninkrijk. Verder was hij rechter van het Joegoslavië-tribunaal.

## Levensloop
Vasylenko studeerde van 1954 tot 1959 aan de Nationale Universiteit Taras Sjevtsjenko in Kiev en volgde van 1957 tot 1959 cursussen Engels en van 1959 tot 1961 cursussen Frans op het Ministerie van Onderwijs. Vanaf 1961 deed hij vervolgstudies op het gebied van publiek internationaal recht, wat hem in 1964 een doctoraat opleverde. Later, van 1976 tot 1977, vervolgde hij nog met postdoctorale studie op het gebied van publiek internationaal recht, wat hem de hogere doctorale titel van Doctor of Laws (LL.D.) opleverde.
Van 1964 tot 1993 doceerde hij in publiek internationaal recht en de rechten van internationale organisaties aan het instituut van internationale betrekkingen en internationaal recht van de Nationale Universiteit Taras Sjevtsjenko. Vanaf 1978 was hij hoogleraar. Daarnaast was hij van 1972 tot 1993 juridisch adviseur voor het Ministerie van Buitenlandse Zaken en van 1991 tot 1993 eveneens van het parlement. Ook vertegenwoordigde hij zijn land in internationale commissies.
Vanaf medio 1993 tot 1995 was Vasylenko de eerste ambassadeur voor België, Nederland en Luxemburg vanuit Brussel, nadat Oekraïne op 1 april 1992 door de lidstaten van de Europese Unie was erkend. Van 1995 tot 1998 was hij ambassadeur at large op het Ministerie van Buitenlandse Zaken en van 1998 tot 2002 ambassadeur voor het Verenigd Koninkrijk. Van 2002 tot 2005 was hij rechter ad litem van het Joegoslavië-tribunaal.
Vasylenko overleed oktober 2023 op 86-jarige leeftijd.
- Gemeinsame Normdatei: 1163361674
- International Standard Name Identifier: 0000 0001 1867 7114
- Library of Congress Control Number: n83144312
- Nationale Bibliotheek van Tsjechië: jo2013784532
- Nederlandse Thesaurus van Auteursnamen: 328437239
- Virtual International Authority File: 118125500
- WorldCat: E39PBJcBWXW8WmHCkDQdH9RdwC